# Pepsi Max deild kvenna 2019
Die Pepsi Max deild kvenna 2019 war die 48. Spielzeit der höchsten isländischen Spielklasse im Frauenfußball. Sie begann am 2. Mai und endete am 21. September 2019 mit dem 18. Spieltag. Valur Reykjavík sicherte sich am letzten Spieltag vor dem Titelverteidiger Breiðablik Kópavogur seinen ersten Meistertitel seit neun Jahren. Keflavík ÍF und die Spielgemeinschaft HK/Víkingur mussten am Saisonende in die zweitklassige 1. deild kvenna absteigen. Torschützenkönigin wurde Berglind Björg Þorvaldsdóttir von Breiðablik Kópavogur mit 16 Treffern.

## Statistiken

### Abschlusstabelle
| Pl. | Verein                   | Sp. | S  | U | N  | Tore    | Diff. | Punkte |
| --- | ------------------------ | --- | -- | - | -- | ------- | ----- | ------ |
| 1.  | Valur Reykjavík          | 18  | 16 | 2 | 0  | 065:120 | +53   | 50     |
| 2.  | Breiðablik Kópavogur (M) | 18  | 15 | 3 | 0  | 054:150 | +39   | 48     |
| 3.  | UMF Selfoss              | 18  | 11 | 1 | 6  | 024:170 | +7    | 34     |
| 4.  | Þór/KA                   | 18  | 8  | 4 | 6  | 029:270 | +2    | 28     |
| 5.  | UMF Stjarnan             | 18  | 7  | 2 | 9  | 021:320 | −11   | 23     |
| 6.  | Fylkir Reykjavík (N)     | 18  | 7  | 1 | 10 | 022:390 | −17   | 22     |
| 7.  | KR Reykjavík             | 18  | 6  | 1 | 11 | 024:350 | −11   | 19     |
| 8.  | ÍBV Vestmannaeyjar       | 18  | 6  | 0 | 12 | 029:440 | −15   | 18     |
| 9.  | Keflavík ÍF (N)          | 18  | 4  | 1 | 13 | 030:410 | −11   | 13     |
| 10. | HK/Víkingur              | 18  | 2  | 1 | 15 | 012:480 | −36   | 07     |

### Kreuztabelle
|                      | Val |     |     |     |     |     |     |     |     |     |
| -------------------- | --- | --- | --- | --- | --- | --- | --- | --- | --- | --- |
| Valur Reykjavík      | —   | 2:2 | 4:1 | 5:2 | 1:0 | 6:0 | 3:0 | 4:0 | 3:2 | 7:0 |
| Breiðablik Kópavogur | 1:1 | —   | 2:1 | 0:0 | 2:0 | 5:0 | 4:2 | 9:2 | 5:2 | 2:1 |
| UMF Selfoss          | 0:1 | 1:4 | —   | 0:1 | 3:0 | 1:0 | 1:0 | 2:0 | 3:2 | 2:0 |
| Þór/KA               | 0:3 | 1:4 | 1:2 | —   | 0:0 | 2:0 | 2:2 | 5:1 | 3:1 | 6:0 |
| UMF Stjarnan         | 1:5 | 0:1 | 1:0 | 0:0 | —   | 3:1 | 3:1 | 2:1 | 4:1 | 1:0 |
| Fylkir Reykjavík     | 1:5 | 1:5 | 1:1 | 3:0 | 3:1 | —   | 2:1 | 3:2 | 2:1 | 1:2 |
| KR Reykjavík         | 0:3 | 1:2 | 0:2 | 4:0 | 1:0 | 0:2 | —   | 2:1 | 0:4 | 4:2 |
| ÍBV Vestmannaeyjar   | 1:3 | 0:2 | 0:1 | 1:3 | 5:0 | 2:0 | 2:4 | —   | 3:2 | 3:1 |
| Keflavík ÍF          | 1:5 | 0:3 | 0:2 | 1:2 | 5:0 | 2:0 | 1:2 | 0:2 | —   | 4:1 |
| HK/Víkingur          | 0:4 | 0:1 | 0:1 | 0:1 | 2:5 | 0:2 | 1:0 | 1:3 | 1:1 | —   |

### Tabellenverlauf
|                      | 1  | 2  | 3  | 4  | 5  | 6  | 7  | 8  | 9  | 10 | 11 | 12 | 13 | 14 | 15 | 16 | 17 | 18 |
| -------------------- | -- | -- | -- | -- | -- | -- | -- | -- | -- | -- | -- | -- | -- | -- | -- | -- | -- | -- |
| Valur Reykjavík      | 1  | 1  | 2  | 1  | 1  | 1  | 1  | 1  | 1  | 1  | 1  | 1  | 1  | 1  | 1  | 1  | 1  | 1  |
| Breiðablik Kópavogur | 2  | 2  | 1  | 1  | 2  | 2  | 2  | 2  | 2  | 2  | 2  | 2  | 2  | 2  | 2  | 2  | 2  | 2  |
| UMF Selfoss          | 7  | 9  | 8  | 5  | 8  | 6  | 6  | 4  | 4  | 4  | 4  | 4  | 3  | 4  | 3  | 3  | 3  | 3  |
| Þór/KA               | 10 | 6  | 3  | 4  | 3  | 3  | 3  | 3  | 3  | 3  | 3  | 3  | 4  | 3  | 4  | 4  | 4  | 4  |
| UMF Stjarnan         | 4  | 3  | 4  | 3  | 4  | 5  | 5  | 6  | 5  | 7  | 5  | 6  | 7  | 6  | 7  | 7  | 6  | 5  |
| Fylkir Reykjavík     | 3  | 7  | 5  | 5  | 6  | 8  | 7  | 5  | 6  | 8  | 6  | 5  | 5  | 5  | 5  | 5  | 5  | 6  |
| KR Reykjavík         | 7  | 10 | 9  | 8  | 9  | 10 | 10 | 10 | 9  | 6  | 9  | 9  | 6  | 7  | 6  | 6  | 7  | 7  |
| ÍBV Vestmannaeyjar   | 9  | 4  | 7  | 7  | 5  | 4  | 4  | 7  | 7  | 9  | 7  | 7  | 8  | 8  | 8  | 8  | 8  | 8  |
| Keflavík ÍF          | 6  | 8  | 10 | 10 | 10 | 9  | 8  | 8  | 8  | 5  | 8  | 8  | 9  | 9  | 9  | 9  | 9  | 9  |
| HK/Víkingur          | 4  | 5  | 6  | 9  | 7  | 7  | 9  | 9  | 10 | 10 | 10 | 10 | 10 | 10 | 10 | 10 | 10 | 10 |

### Torschützenliste
Den Goldenen Schuh (isländisch gullskóinn) gewann – wie bereits im Vorjahr – Berglind Björg Þorvaldsdóttir aufgrund der weniger absolvierten Spiele gegenüber ihren beiden torgleichen Konkurrentinnen.
| Pl. | Spielerin                     | Verein               | Tore | Spiele |
| --- | ----------------------------- | -------------------- | ---- | ------ |
| 1.  | Berglind Björg Þorvaldsdóttir | Breiðablik Kópavogur | 16   | 17     |
| 2.  | Hlín Eiríksdóttir             | Valur Reykjavík      | 16   | 18     |
| 2.  | Elín Metta Jensen             | Valur Reykjavík      | 16   | 18     |
| 4.  | Margrét Lára Viðarsdóttir     | Valur Reykjavík      | 15   | 17     |
| 5.  | Agla María Albertsdóttir      | Breiðablik Kópavogur | 12   | 18     |
| 6.  | Stephany Mayor                | Þór/KA               | 11   | 15     |
| 7.  | Sophie Groff                  | Keflavík ÍF          | 11   | 17     |
| 8.  | Alexandra Jóhannsdóttir       | Breiðablik Kópavogur | 11   | 18     |
| 9.  | Hólmfríður Magnúsdóttir       | UMF Selfoss          | 7    | 14     |
| 10. | Sveindís Jane Jónsdóttir      | Keflavík ÍF          | 7    | 17     |

### Meistermannschaft
| Valur Reykjavík |
| --- |
| Tor: Sandra Sigurðardóttir (18/0) – Feld: Bergdís Fanney Einarsdóttir (9/0), Dóra María Lárusdóttir (18/1), Elín Metta Jensen (18/16), Elísa Viðarsdóttir (17/2), Fanndís Friðriksdóttir (18/7), Guðný Árnadóttir (18/0), Guðrún Karítas Sigurðardóttir (8/2), Hallbera Guðný Gísladóttir (18/1), Hlín Eiríksdóttir (18/16), Karen Guðmundsdóttir (1/0), Lillý Rut Hlynsdóttir (18/1), Margrét Lára Viðarsdóttir (17/15), Mist Edvardsdóttir (8/1), Málfríður Anna Eiríksdóttir (12/1), Málfríður Erna Sigurðardóttir (3/0), Stefanía Ragnarsdóttir (1/0), Thelma Björk Einarsdóttir (9/0), Vesna Smiljković (1/0), Ásgerður Stefanía Baldursdóttir (17/0), Ólöf Sigríður Kristinsdóttir (1/0) – Trainer: Eiður Benedikt Eiríksson, Pétur Pétursson |

### Zuschauer
Insgesamt besuchten 19.018 Zuschauer die Spiele (⌀ 211 Zuschauer pro Spiel). Bestbesuchtes Spiel der Saison war die Begegnung Breiðablik Kópavogur gegen Valur Reykjavík am 17. Spieltag mit 1.206 Zuschauern.